# Elizabeth Ferrars
Elizabeth Ferrars, pseudonyme de Morna Doris MacTaggart, née le 6 septembre 1907 à Rangoun, Birmanie, et morte le 30 mars 1995, est une autrice britannique de roman policier.  Ses œuvres sont publiées aux États-Unis sous le pseudonyme E. X. Ferrars.

## Biographie
Née en Birmanie d'un père écossais et d'une mère irlandaise d'ascendance allemande, dans une famille associée au commerce d'importation de riz, elle fait toutes ses études en Angleterre. Après l'obtention, en 1928, d'un diplôme en journalisme de l'Université de Londres, elle publie sous son patronyme, mais sans succès, quelques textes et romans non policiers.
En 1940, elle épouse le professeur et botaniste John Brown et le suit dans les villes universitaires où il enseigne successivement.  La même année, elle adopte le pseudonyme de Elizabeth Ferrars pour faire paraître un premier roman policier Give a Corpse a Bad Name. Le succès de l'ouvrage la décide à poursuivre.  Au cours de sa carrière, elle publiera plus de soixante-dix romans et une trentaine de nouvelles.  Ses cinq premiers romans ont pour héros le jeune journaliste Toby Dyke, qu'elle abandonne ensuite pour créer plusieurs courtes séries avec des enquêteurs récurrents : le couple marié et peu orthodoxe formé de Virginia et Felix Freer, le botaniste à la retraite Andrew Basnett, mais surtout le superintendant Ditterridge qui élucide des whodunits dans le cadre de la campagne anglaise ou à l'étranger.  La plus grande part des romans d'Elizabeth Ferrars s'avèrent toutefois des thrillers gentillets mettant en scène une jeune femme délurée et intelligente qui, après avoir été mêlée à une intrigue criminelle mâtinée de sentimentalisme, trouve l'amour.
Elizabeth Ferrars se sépare de son mari en 1942, et obtient le divorce en 1945. En 1951, elle s'installe aux États-Unis, mais déçue par le maccartysme et scandalisée par les accusations qui pleuvent sur les intellectuels et les écrivains, elle préfère retourner vivre en Europe.
Elle est l'un des membres fondateurs du Crime Writers' Association.

## Œuvre

### Romans

#### SérieToby Dyke
- Give a Corpse a Bad Name (1940)
- Remove the Bodies ou Rehearsals for Murder (É.-U.) (1941)
- Death at Botanist's Bay ou Murder of a Suicide (É.-U.) (1941)
- Don't Monkey with Murder ou The Shape of a Stain (É.-U.) (1942)
- Your Neck in a Noose ou Neck in a Noose (É.-U.) (1942)

#### Chef Raposo
- Skeleton Staff (1969) Publié en français sous le titre Une île au soleil, Paris, Éditions Mondiales, coll. Intimité no 294, 1971
- Witness Before the Fact (1979)

#### Série Superintendant Ditteridge
- A Stranger and Afraid (1971) Publié en français sous le titre La Maison des quatre routes, Paris, Librairie des Champs-Élysées, Le Masque no 1229, 1972 ; réédition, Paris, Librairie des Champs-Élysées, Club des Masques no 426, 1980
- Breath of Suspicion (1972) Publié en français sous le titre Coup fourré à Madère, Paris, Librairie des Champs-Élysées, Le Masque no 1289, 1973
- Foot in the Grave (1973) Publié en français sous le titre La Sandale dorée, Paris, Librairie des Champs-Élysées, Le Masque no 1298, 1973
- Alive and Dead (1974)
- Blood Flies Upwards (1976)

#### SérieVirginia et Felix Freer
- Last Will and Testament (1978)
- Frog in the Throat (1980)
- Thinner Than Water (1981)
- Death of a Minor Character (1983)
- I Met Murder (1985)
- Woman Slaughter (1989)
- Sleep of the Unjust (1990)
- Beware of the Dog (1992)

#### SérieAndrew Basnett
- Something Wicked (1983)
- The Root of All Evil (1984)
- The Crime and the Crystal (1985)
- The Other Devil's Name (1986)
- A Murder Too Many (1988)
- Smoke Without Fire (1990)
- A Hobby of Murder (1994)
- A Choice of Evils (1995)

#### Autres romans
- I, Said The Fly (1945)
- Murder Among Friends ou Cheat the Hangman (É.-U.) (1946)
- With Murder in Mind (1948)
- The March Hare Murders (1949)
- Milk of Human Kindness (1950)
- Hunt the Tortoise (1950)
- The Clock that Wouldn't Stop (1952)
- Alibi for a Witch (1952)
- Murder in Time (1953)
- The Lying Voices (1954)
- Enough to Kill a Horse (1955)
- Murder Moves In ou Kill or Cure (É.-U.) (1956) Publié en français sous le titre Une fortune dans l'armoire, Paris, Librairie des Champs-Élysées, Le Masque no 652, 1959
- Always Say Die ou We Haven't Seen Her Lately  (É.-U.) (1956)
- Furnished for Murder (1957)
- Unreasonable Doubt ou Count the Cost (É.-U.) (1958)
- A Tale of Two Murders ou Depart this Life (É.-U.) (1959)
- Fear the Light (1960)
- The Sleeping Dogs (1960)
- The Busy Body ou Seeing Double (É.-U.) (1962)
- The Wandering Widows (1962)
- The Doubly Dead (1963)
- A Legal Fiction ou The Decayed Gentlewoman (É.-U.) (1964)
- Ninth Life (1965) Publié en français sous le titre Caroline se repose, Paris, Librairie des Champs-Élysées, Le Masque no 914, 1966
- No Peace for the Wicked (1965) Publié en français sous le titre Un homme guettait, Paris, Éditions Mondiales, coll. Intimité no 273, 1969
- Zero at the Bone (1967)
- The Swaying Pillars (1968)
- The Seven Sleepers (1970)
- The Small World of Murder (1973) Publié en français sous le titre Le monde est petit, Paris, Librairie des Champs-Élysées, Le Masque no 1352, 1974
- Hanged Man's House (1974) Publié en français sous le titre La Maison du pendu, Paris, Librairie des Champs-Élysées, Le Masque no 1428, 1976
- Drowned Rat (1975)
- The Cup and the Lip (1975)
- The Pretty Pink Shroud (1977)
- Murder Anonymous ou Murders Anonymous (É.-U.) (1977)
- In at the Kill (1978)
- Experiment with Death (1981)
- Skeleton in Search of a Cupboard ou Skeleton in Search of a Closet (É.-U.) (1982)
- Come and Be Killed (1987)
- Trial by Fury (1989)
- Danger from the Dead Men ou Danger from the Dead (É.-U.) (1991)
- Answers Came There None (1992)
- Thy Brother Death (1993)
- Seeing is Believing (1994)
- A Thief in the Night (1995)
- Scatter His Ashes (1996)

#### Romans signés Morna MacTaggart
- Turn Single (1932)
- Broken Music (1934)

### Nouvelles

#### Recueils de nouvelles
- Designs on Life (1980) Publié en français sous le titre Les Cendres du passé, Paris, Librairie des Champs-Élysées, Le Masque no 1704, 1982
- Sequence of Events (1989)
- The Casebook of Jonas P. Jonas and Other Mysteries (2012)

#### Nouvelles isolées
- After Death the Deluge (1940)
- Perfectly Timed Plot (1958) Publié en français sous le titre Alibi au minutage, Paris, Opta, Hitchcock magazine no 54, octobre 1965
- Safety (1959)
- Playing with Fire (1960) Publié en français sous le titre Une histoire d'allumettes, Paris, Opta, Mystère magazine no 203, décembre 1964
- Suicide? (1963) Publié en français sous le titre Plein Feux sur le cadavre, Paris, Fayard, Le Saint détective magazine no 120, février 1965
- Look for Trouble (1964) Publié en français sous le titre Chez le coiffeur, Paris, Fayard, Le Saint détective magazine no 128, octobre 1965
- Undue Influence (1974)
- The Rose Murders (1977)
- The Forgotten Murder (1978)

## Sources
- Jacques Baudou et Jean-Jacques Schleret, Le Vrai Visage du Masque, vol. 1, Futuropolis, 1984, 476 p. (OCLC 311506692), p. 192-193.
- Anne Martinetti, "Le Masque" : histoire d'une collection, Amiens, Éditions Encrage, coll. « Références » (no 3), 1997, 143 p. (ISBN 978-2-906389-82-3, OCLC 417074055), p. 71.